# 拉里克苏斯
拉里克苏斯（法語：La Rixouse，法語發音：[la ʁiksuz]）是法国汝拉省的一个市镇，属于圣克洛德区。

## 地理
拉里克苏斯（46°28'8"N, 5°53'14"E）面积12.59 平方千米，位于法国勃艮第-弗朗什-孔泰大區汝拉省，该省份为法国东部内陆省份，北起上索恩省，西北接科多尔省，西临索恩-卢瓦尔省，南至安省，东与杜省和瑞士接壤。
与拉里克苏斯接壤的市镇（或旧市镇、城区）包括：圣克洛德、楠谢、莱谢尔、隆绍穆瓦。

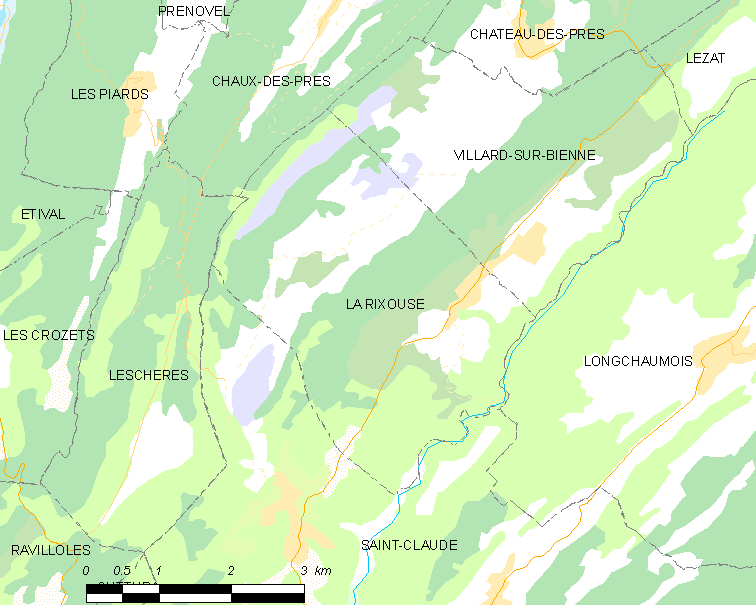
拉里克苏斯的OSM定位图

拉里克苏斯的时区为UTC+01:00、UTC+02:00（夏令时）。

## 行政
拉里克苏斯的邮政编码为39200，INSEE市镇编码为39460。

## 政治
拉里克苏斯所属的省级选区为圣克洛德县。

## 人口

1962-2008年间拉里克苏斯人口变化图示

拉里克苏斯于2022年1月1日时的人口数量为187人。